# Buteo albigula
El busardo gorgiblanco (Buteo albigula), también denominado gavilán de garganta blanca o aguilucho chico, es una especie de ave accipitriforme de la familia Accipitridae considerado igual como un águila, Habita en la zona centro-sur de Chile, Perú y Argentina.
Esta especie suele mostrar una longitud de entre 40-45 cm y es de hábito ornitófago, es decir, sus presas predilectas son otras aves de menor envergadura que ella.
La temporada de anidación al noroeste de la Patagonia es de septiembre hasta abril. La pareja anida solitaria. La incubación toma alrededor de un mes y es efectuada por los dos padres.
La técnica de caza de esta rapaz generalmente se basa en planeos formando amplios círculos a gran altura y luego se deja caer atacando a su presa.

## Etimología
La etimología de Buteo albigula es la siguiente: el nombre del género taxonómico Buteo, viene de la misma palabra latina «buteo» que traducido al español puede significar “busardo”, “gavilán” o “gerifalte”. Mientras que el epíteto específico de la especie “albigula”, proviene de la fusión de los términos latinos «albus» (que significa “blanco”) y «gulae» (que significa “garganta”).

## Taxonomía y Sistemática

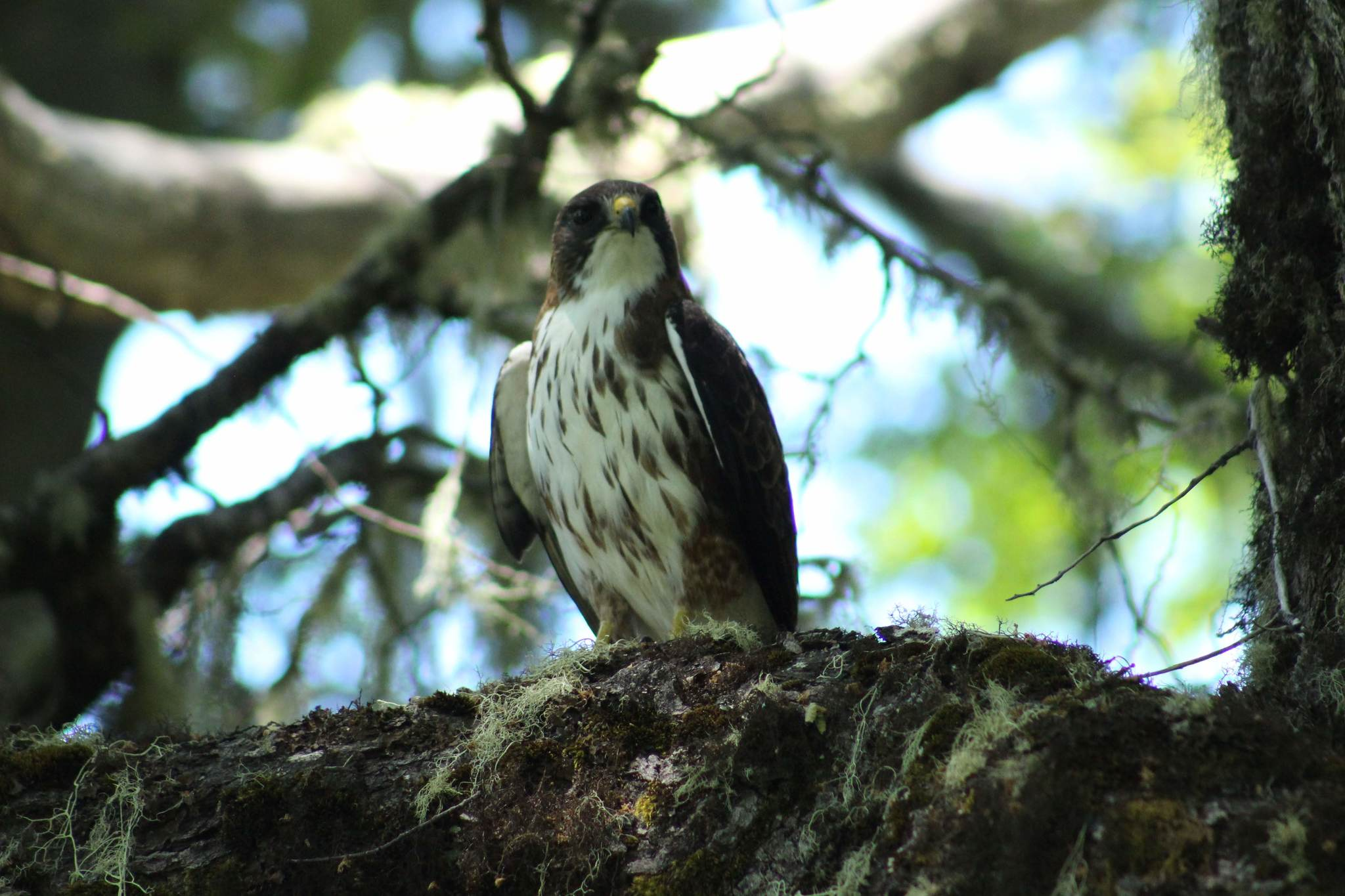
Buteo albigula en Argentina

Buteo albigula está muy emparentado con otras especies del género Buteo (ej. Buteo swainsoni), y también con Geranoaetus. Estos taxones, y otros cercanos (como Parabuteo y Buteogallus), comparten misma subfamilia: Buteoninae. Subiendo en la jerarquía taxonómica, pertenecen a la familia Accipitridae, familia incluida en el orden Accipitriformes (orden que también incluye a las familias Pandionidae y Sagittariidae). Los Accipitriformes están muy emparentados con los Cathartiformes, por lo que ambos órdenes componen un grupo mayor, llamado Accipitrimorphae (“accipitrimorfos”). El cual se encuentra dentro del grupo Neornithes, escalando a grupos mayores, nos encontramos con Aves, Maniraptora, Theropoda, Dinosauria, Archosauria, Sauropsida, Amniota, Tetrapoda, Vertebrata, Animalia.

## Descripción
El aguilucho chico alcanza una longitud corporal de entre 38 y 48 cm de longitud, con un peso de 450-500 g (Pavéz, 2004) y una envergadura alar de 84-102 cm (Rivas & Figueroa, 2009). 
Presenta dimorfismo sexual inverso, siendo la hembra de mayor tamaño (45-48 cm) que el macho (38-42 cm).
Es un aguilucho pequeño y fornido, de alas largas y cola relativamente larga. El dorso es café oscuro y en la zona ventral es de color blanco con zonas café rojizas en los flancos y lados de la cara (Rivas & Figueroa, 2009). Por el pecho y el abdomen le cruzan manchas longitudinales del mismo color y posee la garganta color blanco. El juvenil es similar al adulto y presenta mejillas algo listadas de pálido (Ferguson-Lees & Christie, 2001).

## Ecología y comportamiento

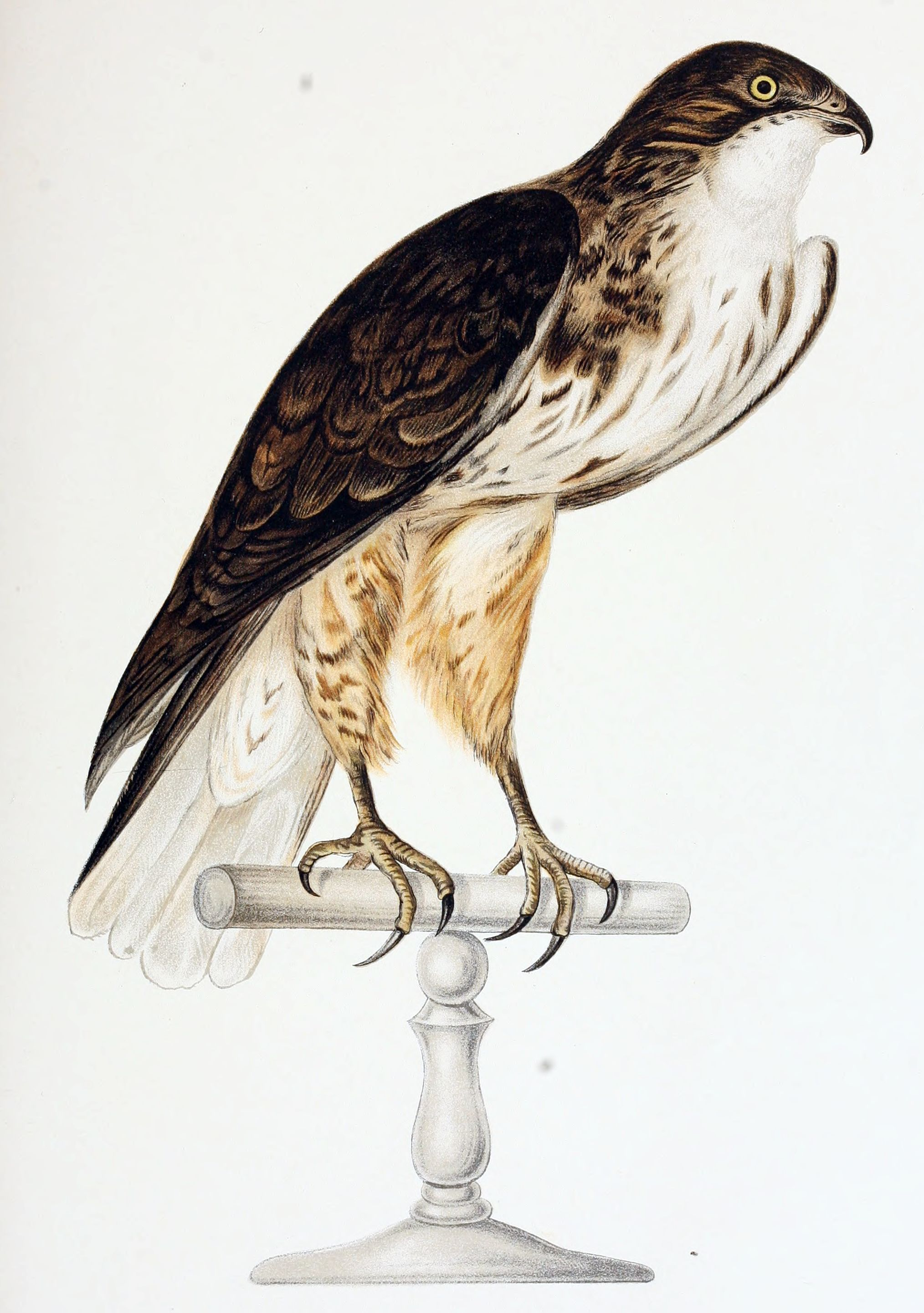
Un macho de Buteo albigula dibujado en "Figuras i descripciones de aves chilenas", Anales del Museo Nacional de Chile, 1902, en https://archive.org/details/figurasidescripc00phil

Es un aguilucho de vuelo rápido, planea a gran altura y puede realizar vuelos picados a gran velocidad. 
El aguilucho chico es migratorio y a finales de abril migra hacia zonas boscosas de Perú, Bolivia, Ecuador, Colombia y Venezuela (Rivas & Figueroa 2009); posteriormente, en septiembre, realiza la migración para llegar a nidificar a Chile y Argentina. 

### Alimentación
Su dieta es muy variada e incluye roedores, lagomorfos, aves, reptiles e insectos (Pavéz, 2000; Figueroa et al., 2001; Trejo et al., 2001, 2006b; Pavéz et al., 2004). 
En la Región Metropolitana de Santiago ha sido observado consumiendo dos especies de reptiles, la iguana chilena (Callopistes maculatus), y la lagartija lemniscata (Liolaemus lemniscatus), tres especies de aves paserinas (zorzal, diucón, fío-fío), una especie de roedor no identificado y una variedad de insectos voladores (Pavéz, 2000; Pavéz et al., 2004).

### Reproducción
Se reproduce entre octubre y febrero. El nido se ubica cerca de la copa de grandes árboles (ej. coihue), en el tercio superior de quebradas. La postura se produce a mediados de noviembre. Ponen de uno a tres huevos blancos con pintas marrones. 
Los pollos nacen a mediados de diciembre y se mantienen en el nido hasta mediados de enero. Los juveniles permanecen en su territorio hasta finales de abril, cuando emprenden la migración junto a sus padres. (Rivas & Figueroa, 2009).

## Distribución y Hábitat

### Distribución geográfica
Posee distribución Neotropical, desde el Noroeste de Venezuela a lo largo de la cordillera de los Andes hasta el extremo sur de Chile y Argentina.
En Chile se distribuye entre Valparaíso hasta Aysén, aunque algunos autores lo documentan desde Calama (II Región) (Pavéz, 2004). Se posee un registro de un ejemplar más al norte en la localidad de Belén (XV Región de Arica y Parinacota), perchado en un eucalipto (Eucaliptus globulus) (González et al., 2015). En la Región Metropolitana de Santiago se ha registrado en 17 de las 52 comunas, con excepción de aquellas aledañas al área urbana.

### Hábitat
Es un aguilucho especialista de bosque, pero puede cazar en áreas abiertas cercanas a remanentes boscosos (Figueroa et al., 2001; Trejo et al., 2006b; Rivas-Fuenzalida et al., 2013). 
En la Región Metropolitana de Santiago anida al interior de bosques de roble (Pavéz et al., 2004). En zonas montañosas, sus áreas de caza incluyen praderas naturales sobre el límite arbóreo y bordes de bosque (Figueroa et al., 2001; Trejo et al., 2006a,b). En el sur de Chile, sus sitios reproductivos son establecidos en remanentes de bosque caducifolio mixto, bosque de araucarias y bosque valdiviano (RivasFuenzalida et al., 2013). 
Anida en árboles nativos como peumos (Cryptocarya alba), robles (Nothofagus obliqua), coigües (Nothofagus dombeyi), lengas (Nothofagus pumilio), laureles (Laurelia sempervirens) (Pavéz et al., 2004; Trejo et al., 2004; Rivas-Fuenzalida et al., 2013). Una pareja fue registrada anidando también en un viejo ciprés introducido (Cupressus macrocarpa) (Rivas-Fuenzalida et al., 2013). Algunas parejas son tolerantes a las áreas urbanizadas (Trejo et al., 2006b; RivasFuenzalida et al., 2013).

## Abundancia, Amenazas y Estado de conservación
Debido a sus hábitos sigilosos, esta especie ha sido considerada tradicionalmente como rara, pero podría ser más común de lo observado (Trejo et al., 2006a; Rivas-Fuenzalida et al., 2013). 
En el centro y sur de Chile, el número de avistamientos se ha incrementado notoriamente (Pavéz, 2000; Figueroa et al., 2001; Silva-Rodríguez et al., 2008). En la precordillera andina de Santiago - San Carlos de Apoquindo y Farellones, casi 300 registros fueron realizados entre 1987-1998 (Pavéz, 2000) muchos de los cuales correspondieron a grupos de aguiluchos en vuelo migratorio (e.g. vuelo unidireccional norte-sur o sur-norte). 
En 2007, un grupo de 120 aguiluchos en vuelo migratorio fue registrado en la cordillera de Cachapoal (Pavéz, 2007). Entre 2002 y 2007, 13 registros fueron hechos a lo largo de la Cordillera de la Costa, entre Fray Jorge y Valdivia (Silva-Rodríguez et al., 2008). Recientemente, 18 parejas reproductivas fueron registradas entre Concepción y Valdivia (Rivas-Fuenzalida et al., 2013). 
El estatus poblacional de la especie es incierto, pero podría ocurrir una disminución numérica si más bosque sigue siendo destruido (Jaksic et al., 2001).
Regulación jurídica: Especie categorizada como “Rara” según el Reglamento de Caza, considerada como beneficiosa para la actividad silvoagropecuaria y benéfica para el equilibrio de los ecosistemas naturales. Además, está incluida en el Apéndice II de CITES. Prohibida de caza y captura.
Rol ecológico y beneficios humanos: Regulación poblacional de roedores reservorios de hantavirus, insectos y aves.